# Hudson (Ohio)
Hudson és una població dels Estats Units a l'estat d'Ohio. Segons el cens del 2008 estimate tenia 23.037 habitants.

## Demografia
Segons el cens del 2000, Hudson tenia 22.439 habitants, 7.357 habitatges, i 6.349 famílies. La densitat de població era de 338,6 habitants per km².
Dels 7.357 habitatges en un 49,5% hi vivien nens de menys de 18 anys, en un 79,7% hi vivien parelles casades, en un 5,1% dones solteres, i en un 13,7% no eren unitats familiars. En el 12,3% dels habitatges hi vivien persones soles el 6,5% de les quals corresponia a persones de 65 anys o més que vivien soles. El nombre mitjà de persones vivint en cada habitatge era de 3,01 i el nombre mitjà de persones que vivien en cada família era de 3,3.
Per edats la població es repartia de la següent manera: un 33,5% tenia menys de 18 anys, un 4,1% entre 18 i 24, un 25,4% entre 25 i 44, un 27,7% de 45 a 60 i un 9,4% 65 anys o més.
L'edat mediana era de 39 anys. Per cada 100 dones de 18 o més anys hi havia 93 homes.
La renda mediana per habitatge era de 99.156 $ i la renda mediana per família de 107.612 $. Els homes tenien una renda mediana de 87.169 $ mentre que les dones 38.226 $. La renda per capita de la població era de 40.915 $. Aproximadament l'1,3% de les famílies i l'1,7% de la població estaven per davall del llindar de pobresa.

## Poblacions més properes
El següent diagrama mostra les poblacions més properes.